# Villa La Selva
Villa La Selva si trova a Firenze nel viuzzo di Gamberaia 1.
La villa appartenne ai Lanfredini, proprietari anche della vicina villa La Gallina, passando poi ai Ricasoli, ai Fornacelli e ad altre famiglie di Firenze. Si trova tra il pian dei Giullari e il Monte alle Croci, in uno dei più suggestivi scenari della città.